# Први рат за Нагорно-Карабах
Први рат за Нагорно-Карабах је трајао од фебруара 1988. до маја 1994. између Републике Азербејџан и већинских Јермена из Нагорно-Карабаха уз подршку Републике Јерменије.
На референдуму који је одржан у Нагорно-Карабаху већина гласача је гласала за припајање Јерменији, док су референдум бојкотовали Азери Нагорно-Карабаха. Како се распад Совјетског Савеза приближавао, почели су све насилнији сукоби између Јермена и Азера, што је довело до етничког чишћења са обе стране.
Проглашење независности Азербејџана од Совјетског Савеза увело је овај регион у још већи конфликт. Као што је Азербејџан прогласио независност од Совјетског Савеза, јерменска већина у Нагорно-Карабаху гласала је за отцепљење од Азербејџана и прогласила непризнату Републику Нагорно-Карабах.
Као резултат сукоба, расељено је чак 230.000 Јермена из Азербејџана и 800.000 Азера из Јерменије и Карабаха. Руским посредовањем потписано је примирје у мају 1994. године.
Након завршетка рата, наредних година су вођени мировни преговори између Јерменије и Азербејџана уз посредовање Минске групе ОЕБС-а, али крајње мировно решење никада није постигнуто. Као последица тога, област Нагорно-Карабаха је наставила да представља предмет спора између две стране и у наредним деценијама, при чему је Република Арцах остала дефакто независна, али међународно непризната. Тензије су настављене, уз повремено избијање оружаних сукоба. Јерменске снаге су окупирале и држале под контролом око девет одсто територије Азербејџана ван простора енклаве, све до избијања новог великог рата у Нагорно-Карабаху 2020. године.

## Позадина

### Нагорно-Карабах
Територија модерног Нагорно-Карабаха у I миленијуму пре нове ере била је насељена кавкаским аутохтоним племенима. У II веку пре нове ере, ову територију је анектирала Краљевина Јерменија и била је у њеном саставу до краја  века. Крајем IV века ова област је била прикључена Персији. Од средине  века до краја  века је под арапском влашћу. У 17. веку је на подручју данашњег Нагорно-Карабаха постојало пет јерменских кнежевина, које су представљале последњи вид јерменске државности пре коначног пада под туђинску власт. Године 1813. област је припојена Руској Империји.
Територија Нагорно-Карабаха је данас још увек у великој мери предмет спора између Јермена и Азера. Тренутни сукоб има своје корене у догађајима после Првог светског рата. Непосредно пре капитулације Отоманског царства, Руска Империја је пропала у новембру 1917. године и Русија је тада пала под контролу бољшевика. Три нације на Кавказу, Јермени, Азери и Грузини, раније под владавином Руса, прогласили су своју независност и формирали Закавкавску федерацију која је нестала после само три месеца постојања.

### Јерменско-азербејџански рат (1918—1920)
Убрзо је избила борба између Демократске Републике Јерменије и Демократске Републике Азербејџан у три специфичне регије: Нахчивана, Зангезура (данас јерменска покрајина Сјуник) и Нагорно-Карабаха. Јерменија и Азербејџан спорили су се где ће бити границе ове три провинције. Карабашки Јермени су покушали да прогласе независност, али нису успели да ступе у контакт са Републиком Јерменијом. После пораза Османског царства у Првом светском рату, британске трупе су 1919. године окупирале јужни Кавказ. Британска команда привремено је поставила азербејџанског државника Хосров-бек Пашу Султанова за гувернера Нагорно-Карабаха и Зангезура, до доношења коначне одлуке на Париској мировној конференцији.

### Совјетска окупација
Два месеца касније, совјетска 11. армија напала је Кавказ и у року од три године, кавкаске републике су ушле у састав новоформиране Транскавкаске Совјетске Федеративне Социјалистичке Републике. Бољшевици су потом створили седмочлану комисију за Кавказ (скраћено Кавбиро) на челу са Стаљином, са задатком да решава главна питања на Кавказу. Дана 4. јула 1921. чланови одбора гласали су 4:3 у корист доделе Карабаха новонасталој Совјетској Социјалистичкој Републици Јерменији, али дан касније Кавбиро је поништио своју одлуку и гласао да регион буде у оквиру Совјетске Социјалистичке Републике Азербејџан иако су чак 94% становништва били Јермени.
Током година совјетске владавине становници Нагорно-Карабаха су задржали јаку жељу да се припоје Јерменији.

## Оживљавање Карабашког питања
Као нови генерални секретар Совјетског Савеза, Михаил Горбачов је дошао на власт 1985. године и почео је да спроводи своје планове за реформу Совјетског Савеза уобличене у политици перестројке и гласности. Лидери Карабаха су, позивајући се на политику гласности, затражили уједињење аутономне покрајине са Јерменијом 20. фебруара 1988.
Јерменски лидери су се жалили да јерменски језик није заступљен ни у школским уџбеницима, а ни у телевизијским емисијама у Карабаху.
Жалили су се да се спроводи азеризација Нагорно Карабаха, и да се повећава број Азера, па је у Нагорно-Карабаху удео јерменскога становништва 1988. године пао на три четвртине укупнога становништва.
Јермени су почели да протестују у Јеревану, захтевајући уједињење са Нагорно-Карабахом. Ово је навело Азере да организују контрапротест у Бакуу. Дана 10. марта Горбачов је изјавио да се границе између република неће мењати, позивајући се при томе на члан 78. совјетског устава.
Горбачов је такође изјавио да је још неколико других региона у Совјетском Савезу тражило територијалне промене, па је због тога сматрао да би прекрајање граница између Јерменске ССР и Азербејџанске ССР представљало опасан преседан. Али Јермени се нису слагали са одлукама Кавбироа из 1921. и сматрали су да треба исправити ту историјску грешку по принципу самоопредељења, једнога од темељних уставних начела. Азери су са друге стране подржали Горбачовљеву одлуку да се не мењају границе.

### Аскеран и Сумгајит
Етнички сукоби убрзо су избили између Јермена и Азера који живе у Карабаху и Јерменији. Већ крајем 1987. Азери, који живе у местима Капан и Мегри у Јерменији, су се жалили да су били присиљени да због инцидената са својим јерменским суседима напусте своје домове. У новембру 1987. два вагона пуна Азера стигла су на железничку станици у Бакуу. У каснијим интервјуима, градоначелници ова два места су негирали постојање инцидената.
Дана 22. фебруара 1988. дошло је до сукоба између Јермена и Азера у близини града Аскеран у Нагорно-Карабаху. Током сукоба два младића азерске националности су убијена. У једног од њих вероватно је пуцао локални азерски полицајац случајно или након свађе.
Говорећи на митинзима, један азерски избеглица из јерменског града Капан оптужио је Јермене за убиства и злочине, помињући силовање жена и сечење њихових груди. Према совјетским медијима радило се о нетачним наводима, а многи медији су помињали да су говорници на митингу били агенти провокатори. Неколико сати након тога митинга почео је погром над јерменским становништвом у граду Сумгајит, који се налази око 25 km северно од Бакуа. У овом погрому је према совјетским изворима живот изгубило 32 човека (26 Јермена и 6 Азера), мада Јермени сматрају да прави број није пријављен. После погрома готово сви становници јерменског порекла напустили су Сумгајит. Након три дана насиља над Јерменима совјетске снаге ушле су у град и угушиле нереде 1. марта 1988. године.
Дана 23. марта Врховна команда Совјетског Савеза одбацила је захтеве Јермена да због погрома препусти Нагорно-Карабах Јерменији. Трупе су послате у Јереван да спрече протесте против одлуке совјетских власти. Горбачов је покушао да стабилизује регион, али без успеха, јер су обе стране остале бескомпромисне.

## Међуетничко насиље

### Црни јануар
Етнички сукоби су узимали све већи данак у обе републике. То је приморало већину Јермена у Азербејџану ван Нагорно-Карабаха да побегну у Јерменију и већину Азера у Јерменији да побегну у Азербејџан. У јануару 1989. централна влада у Москви привремено је преузела контролу у региону, а тај потез су поздравили многи Јермени.
У јануару 1990. десио се још један погром Јермена у Бакуу што је приморало Горбачова да прогласи ванредно стање и пошаље трупе Министарства унутрашњих послова да успоставе ред. Усред растућег покрета за независност у Азербејџану, Горбачов је послао оружане снаге да спречи колапс Совјетског Савеза. Трупе су добиле наређење да заузму Баку у поноћ 20. јануара 1990. године. Становници су тврдили да су снаге Министарства унутрашњих послова прве отвориле ватру, док је Министарство унутрашњих послова то негирало. У граду је уведен полицијски час. Сукоби између Министарства унутрашњих послова и Азербејџанског народног фронта били су уобичајени, а у једном таквом сукобу у Бакуу убијено је преко 120 Азера и осам припадника Министарства унутрашњих послова Совјетског Савеза. Ови догађаји названи су црни јануар.

### Борбе у Казакху
Азербејџан је имао неколико ексклава на територији Јерменије. Почетком 1990. на путу поред села Баганис који се налази на граници са Азербејџаном дошло је до напада припадника милиције из Азербејџана. У исто време, јерменске снаге напале су азербејџанске ексклаве унутар територије Јерменије, као и гранична села у областима Казакх и Садарак у Азербејџану. Дана 26. марта 1990. неколико возила јерменских паравојних јединица стигло је у село Баганис на јерменској граници. У сумрак су прешли границу и напали азербејџанско село Баганис Ајрум. Око 20 кућа је спаљено и 8 до 11 сељана азерске националности је убијено. Када су припадници Министарства унутрашњих послова Совјетског Савеза стигли у Баганис Ајрум, нападачи су већ побегли.

### Операција Прстен
Ајаз Муталибов који је био на власти у Азербејџану, обратио се Горбачову 1991. за подршку у покретању заједничке војне операције у циљу разоружавања јерменских екстремиста. Операција је названа Прстен. Задатак операције је био да се насилно депортују Јермени који живе у селима региона Шахумијан. Совјетски и азербејџански званичници су желели да застраше јерменски народ да одустане од својих захтева за уједињење.
Операција Прстен показала се контрапродуктивном тако да је насилним карактером међу Јерменима учврстила веровање да је једино решење да се пружи оружани отпор, па је почело формирање добровољачких одреда.

## Изградња војске
Спорадичне борбе између Јермена и Азера интензивиране су након операције Прстен. И код Јермена и код Азера дошло је до регрутовања хиљада добровољаца у импровизовану војску. Многе жене у Нагорно-Карабаху приступиле су војсци и учествовале у борбама, као и у другим помоћним активностима, попут пружања прве помоћи и евакуације рањених са ратишта.
Бивши војници Совјетског Савеза, такође су понудили своје услуге за обе стране. На пример, бивши совјетски генерал Анатолиј Зиневич, био је укључен у планирање и спровођење многих операција јерменских снага. До краја рата био је на положају начелника штаба оружаних снага Републике Нагорно-Карабаха.
Процењени износ војне снаге и војних возила код сваког ентитета који је био укључени у сукоб за период 1993—1994. био је:
| Ентитет         | Војници | Артиљерија | Тенкови | Оклопни транспортери | Оклопна борбена возила | Борбени авиони | Хеликоптери |
| --------------- | ------- | ---------- | ------- | -------------------- | ---------------------- | -------------- | ----------- |
| Нагорно-Карабах | 20.000  | 16         | 13      | 120                  | N/A                    | N/A            | N/A         |
| Јерменија       | 20.000  | 160-170    | 77-160  | 150-240              | 39-200                 | 3              | 13          |
| Азербејџан      | 42.000  | 388-395    | 436-458 | 558-1264             | 389-480                | 63-170         | 45-51       |

## Ране јерменске победе

### Коџали
Званично, новонастала република Јерменија демантовала је било какву умешаност у допремању оружја, горива и хране или пружању било какве логистичке подршке сепаратистима у Нагорно-Карабаху. Међутим, Левон Тер-Петросјан је касније признао да их је снабдевао логистичким залихама и исплаћивао плате сепаратистима, али је демантовао слање својих трупа у борбу. Јерменија се суочила са блокадом Азербејџана као и са притиском суседа Турске која је стала на страну Азербејџана. Једина копнена веза коју је Јерменија имала са Карабахом била је кроз узак планински коридор до ког се једино могло доћи хеликоптером. Једини аеродром у региону био је у малом граду Коџалију, који се налазио седам километра од Степанакерта са приближно 6.000 до 10.000 становника. Коџали је такође служио као артиљеријска база и од 23. фебруара из њега су бомбардоване јерменске и руске трупе у престоници. Крајем фебруара Коџали је већином био одсечен. Дана 26. фебруара, јерменске снаге уз помоћ оклопних јединица покренуле офанзиву за заузимање Коџалија.
Тврдње азербејџанске стране да су јерменске снаге након заузимања Коџалија убиле неколико стотина цивила који су бежали из града потврдили су и други извори попут Хјуман рајтс воча, организације за људска права Мемориал али и биографија врховног јерменског команданта Монте Мелкоњана коју је објавио његов брат. Јерменске снаге су претходно изјавиле да ће напасти град и да ће оставити копнени коридор како би цивили побегли кроз њега. Када је напад почео јерменске снаге су бројчано надмашиле одбрамбене снаге које су заједно са цивилима покушале да се повуку на север до града Агдама који су држали Азери. Писте на аеродрому биле су намерно уништене па су биле ван употребе. Јерменске снаге су кренуле у потеру за војницима и цивилима који су се повлачили кроз коридор и отворили ватру на њих убијајући и војнике и цивиле. Јерменски владини званичници одбацили су оптужбе за масакр.
Укупан број жртава није тачно утврђен, али конзервативни извори сматрају да број жртава износи 485 страдалих. Званичан број погинулих судећи по азербејџанским званичницима током догађаја од 25. до 26. фебруара је 613 цивила укључујући 106 жена и 83 деце. Дана 3. марта 1992. новине „Бостон глоуб“ су известиле да је 1000 људи убијено током четири године конфликта. Цитирали су градоначелника Коџалија Мемедова који је изјавио да се 200 људи води као нестало, да је 300 било заробљено и да је 200 повређено током борби. У извештају организације за људска права Хелсинки воча из 1992. године стоји да су припадници азербејџанске војске у униформама и са оружјем били измешани са масама цивила и да је то разлог због кога су јерменске снаге отвориле ватру на њих.

### Освајање Шуше
Када су Јермени лансирали једну од првих офанзива на Степанакерт 13. фебруара 1988. многи Азербејџанци су се повукли у утврђење у Шуши. Дана 28. марта азербејџанска војска је кренула у напад на Степанакерт из села Џангасан нападајући непријатељске положаје изнад села Киркиџан и у подне следећег дана заузели су позиције близу града, али су их Јермени брзо одбили.
У месецима који су следили након освајања Коџалија, азербејџански команданти који су држали последње утврђење у региону град Шушу ракетирали су Степанакерт ракетама типа Град. До априла бомбардовање је натерало 50.000 људи који су живели у Степанакерту да се сакрију у подземне бункере и подруме.
Дана 8. маја неколико стотина наоружаних Јермена уз подршку тенкова и хеликоптера напало је азербејџанско утврђење Шушу. Жестоке борбе водиле су се на градским улицама и неколико стотина људи је погинуло на обе стране. Бројчано слабији Азери почели су да се повлаче и 9. маја борбе су завршене.
Заузеће Шуше гласно је одјекнуло у суседној Турској. Њени односи са Јерменијом су се погоршали након отцепљења Јерменије од Совјетског Савеза, а још су се више погоршали као резултат јерменског освајања у региону Ногорно-Карабах. Премијер Турске Сулејман Демирел рекао је да је био под константним притиском народа да његова земља интервенише. Демирел је био против такве интервенције говорећи да би улазак Турске у рат изазвао још већи конфликт између муслимана и хришћана.
Турска никад није послала трупе у Азербејџан, али је послала војне саветнике. У мају 1992. војни командант плаћеничких снага Јевгениј Шапошников упутио је упозорење западним нацијама посебно Сједињеним Државама да се не мешају у конфликт говорећи да ће то довести до Трећег светског рата.
Чеченски контингент под вођством Шамила Басајева била је једна од јединица која је учествовала у конфликту. Судећи по Азербејџанском пуковнику Азеру Рустамову стотине чечеснких добровољаца пружило је непроцењиву помоћ у борбама под вођством Шамила Басајева и Самала Радујева. Басајев је био један од последњих бораца који је напустио Шушу. Судећи по извештају руских новина Басајев је касније изјавио да је током своје каријере његов батаљон само једном поражен, и да је тај пораз уследио у Карабаху у борби са Дашнак батаљоном. Касније је рекао да је повукао своје снаге из конфликта зато што је изгледало да се рат више водио због национализма него због религије. Басајев је прошао директну војну обуку у руским војним снагама током рата у Абхазији 1992—1993. Други Чечени који су тренирани од стране руске војске борили су се на страни Русије у Абхазији против Грузије и на страни Азера против Јермена у Нагорно-Карабаху.

## Ескалација

### Операција Горанбој
Операција Горанбој је операција великих размера коју су Азери покренули у лето 1992. и чији је циљ био преузимање контроле над целим Нагорно-Карабахом. Ова офанзива се сматра јединим успешним пробојем азербејџанске војске и највећим азербејџанским успехом у шест година дугом сукобу. Такође, означава почетак нове, интензивне фазе рата. У операцији је учествовало преко 8.000 азерских војника и четири додатна батаљона, најмање 90 тенкова и 70 борбених возила пешадије, а коришћени су и Ми-24 хеликоптери.
Дана 12. јуна 1992, Азери су напали регион Аскеран који се налазио у центру Нагорно-Карабаха. Две групе од око 4.000 војника напале су положаје на северу и југу Аскерана. Као резултат жестоких борби успели су да успоставе контролу над неким насељима у региону. Контрола је успостављена у Нахичеванику, Довшанлију, Пирджамалу, Дагразу и Агбулаку. Дана 4. јула 1992, Азери су освојили највећи град у региону, Мардакерт. Процењује се да је 30.000 јерменских избеглица било приморано да побегне из региона.
Међутим Јермени су успели да реорганизују војску и да крену у противофанзиву. До јесени 1992, азербејџанска војска је претрпела тешке губитке, а у фебруару и марту наредне године јерменска противофанзива преокренула је ток рата.

### Покушај заузимања Мардакерта и Мартунија
Крајем јуна била је планирана нова, мања азербејџанска офанзива, овога пута на град Мартуни у југоисточном Карабаху. У нападу је учествовало неколико десетина тенкова и оклопних борбених возила. Међутим, снаге које су браниле провинцију Мартуни, на челу са Монте Мелконијаном успеле су да зауставе напад.

### Зима
Током зиме 1992, обе стране су се у великој мери уздржавале од лансирања великих офанзива, како би резерве, као што су гас и струја, биле сачуване за домаћу употребу. У Грузији је почео нови талас грађанских ратова против сепаратиста у Абхазији и Осетији. Уништен је нафтовод који води од Русије до Јерменије, због чега су зиму 1992—1993. многе породице широм Јерменије и Карабаха провеле без грејања и топле воде.
Набавке житарица су биле отежане. Јерменска дијаспора донирала је новац за куповину залиха. У децембру, две испоруке од 33.000 тона жита стигле су из Сједињених Америчких Држава преко Црног мора и луке Батуми у Грузији. У фебруару 1993, Европска економска заједница донирала је 4,5 милиона евра Јерменији.
Протерани Азери су били приморани да живе у импровизованим камповима. Међународни Црвени крст је дистрибуирао ћебад и храну за избеглице.

## Година 1993.

### Келбаџар
Регион Келбаџар је смештен западно од границе северног Карабаха. Са популацијом од око 60.000, неколико десетина места је било насељено углавном Азерима и Курдима. У марту 1993, објављено је да су област Мартакерт коју насељавају Јермени гранатирали Азери који живе у Келбаџару. То је био повод да након успешне акције у региону Мартуни, Мелконијан и његови борци добију задатак да заузму и регион Келбаџар. Напад је почео 2. априла, а јерменске снаге су напредовале према Келбаџару из два правца. Већ 3. априла јерменске снаге су заузеле целу област.
Офанзива је изазвала међународно негодовање против јерменске владе, јер је ово био први пут да су јерменске снаге напустиле територију Нагорно-Карабаха и да су прешли на територију Азербејџана. Дана 30. априла, у Савету безбедности Уједињених нација (СБ УН) изгласана је резолуција 822, коју су предложили Турска и Пакистан. У резолуцији је наглашено да Нагорно-Карабах представља део Азербејџана и захтевано да се јерменске снаге повуку из Келбаџара. Хјуман Рајтс Воч је закључио да су током офанзиве на Келбаџар јерменске снаге починиле бројна кршења правила ратовања, укључујући и присилно исељавање цивилног становништва и узимање талаца.

### Агдам, Физули, Џабрајил и Зангилан
Док се народ Азербејџана прилагођавао новој политичкој ситуацији у земљи, Јермене је потресло Мелконијаново убиство 12. јуна у борбама у близини града Мерзулија. Јерменске снаге су искористиле политичку кризу у Бакуу која је довела до тога да фронт у Карабаху буде слабо брањен. Услед политичких превирања, Азербејџан је у наредна четири месеца изгубио пет округа ван Карабаха као и сам север покрајине. Азерске снаге нису биле способне да у том тренутку пруже значајнији отпор јерменској војсци и повлачиле су се ка унутрашњости. Крајем јуна јерменске трупе су ушле у Мардакерт, последње велико упориште Азера у Карабаху, a већ почетком јула јерменске снаге су започеле нови напад и заузеле највећи део региона Агдам који се налазио ван граница самог Карабаха.
Дана 4. јула артиљеријским ударима започео је напад јерменских снага на административни центар региона град Агдам који је у борбама готово разрушен, а азерска војска и цивили су напустили град. Средином августа јерменске трупе су покренуле нову офанзиву у циљу заузимања јужних азерских региона Физули и Џабрајил.
Упоредо са напредовањем јерменске војске турска премијерка Тансу Чилер је у Бакуу упозорила јерменску владу да не спроводи никакве акције против Нахчиванске Аутономне Републике и затражила је повлачење јерменских трупа са азерске територије. Већ почетком септембра, неколико хиљада турских војника је стационирано на границу између Турске и Јерменије. Снаге Руске Федерације које су биле смештене у базама у Јерменији послате су у граничну област са Турском како би се спречио евентуални напад Турске на Јерменију.
До почетка септембра азербејџанске снаге су биле у потпуном расулу. Већина тешког наоружања које су добили или купили од Руса било је уништено или напуштено током борби. Од јуна 1992. када је почела офанзива, јерменске снаге су заробиле на десетине тенкова, оклопних возила и артиљерије. У телевизијском интервјуу марта 1993. Монте Мелконијан је изјавио да су само његове снаге од почетка офанзиве јуна 1992. заробиле или уништиле укупно 55 тенкова типа Т-72, 24 БМП-2 и 15 оклопних транспортера те 25 комада тешке артиљерије. Серж Саргсјан, тадашњи вођа оружаних снага Карабаха, тврдио је да је током целог рата заробљено 156 тенкова.
Доказ немоћи Азера најјасније се видео када је Алијев био присиљен да регрутује између 1000 и 1500 авганистанских муџахедина и арапских бораца. Иако је азербејџанска влада одбацила ове тврдње као неистините, стенограми и фотографије јерменских обавештајаца су потврђивали та нагађања. Инострани извори тврдили су да је помоћ у људству стизала и из Пакистана и Чеченије, чије борце је предводио герилац Шамил Басајев. Америчка нафтна компанија Мега ојл (енгл. Mega Oil) унајмила је неколико америчких војних инструктора за војску Азербејџана, а за узврат је добила право на експлоатацију нафтних поља у азербејџанским водама Каспијског мора.

## Ваздушни рат
Током ваздушног рата у Карабаху претежно су били коришћени борбени авиони и хеликоптери. Примарни транспортни хеликоптери који су коришћени били су Ми-8 и модернији Ми-17 које су користиле обе стране. Јуришни хеликоптер Ми-24 су такође користиле обе стране.
Јерменско ваздухопловство састојало се од само два авиона Сухој Су-25 за блиску подршку од којих је један страдао од пријатељске ватре. Такође су имали неколико летелица типа Су-22 и Сухој Су-17, али ови авиони нису коришћени током рата.

Азербејџанско ратно ваздухопловство састојало се од 45 борбених летелица којима су често управљали искусни руски и украјински пилоти, плаћеници из бивше совјетске војске. Летели су у мисијама изнад Карабаха у авионима као што су МиГ-25 и Сухој Су-24, као и у нешто старијим авионима као што је МиГ-21. Они су примали месечну плату од 5.000 рубаља, а полетали су са ваздухопловних база у Азербејџану, често бомбардујући Степанакерт.
Неколико њих Јермени су оборили уз помоћ Руса, како је тврдио један од команданата пилота. Многи од пилота суочавали су се са страхом да ће бити убијени ако их оборе. Добро постављен систем ПВО онемогућио је Азербејџан да покрене више напада.

## Токови напада 1993/94.
У октобру 1993. Хејдар Алијев је формално изабран за председника. Он је обећао да ће увести ред у земљу и да ће повратити изгубљене територије. У октобру су се Азербејџану придружили плаћеници. Зиму су обележили слични услови као и претходне године, обе стране су скупљале дрво и намирнице месецима унапред. Донете су две резолуције УН и СБ о Нагорно-Карабаху (874 и 884) у октобру и новембру.
Почетком јануара азербејџанске снаге и авганистански герилци повратили су део округа Физули, укључујући и железнички чвор Хорадиз на иранској граници, али нису успели да заузму сам град Физули. Дана 10. јануара 1994. покренута је офанзива Азера према региону Мартакерт као покушај да се заузме северни део области. На почетку је офанзива била успешна па су успели да заузму неколико делова Карабаха на северу и југу, али су убрзо заустављени. Република Јерменија послала је регруте, регуларну војску, као и припаднике министарства унутрашњих послова да зауставе напредовање Азера у Карабаху. Да би ојачала своје редове јерменска влада је издала декрет о регрутовању мушкараца до 45 година старости. Азери су заробили неколико војника регуларне јерменске војске.
Азерска офанзива је постајала све интензивнија. Мушкарци млађи од 16 година са мало или без имало обуке били су регрутовани и послати да учествују у неуспешним таласима људских напада. Оваква тактика коришћена је у Ирану током Ирачко-иранског рата. Две офанзиве које су покренуте током зиме коштале су Азере 5.000 људи док су Јермени изгубили неколико стотина војника. Главна азербејџанска офанзива имала је за циљ освајање округа Келбаџар, чиме би угрозили Лачински коридор. На почетку је напад наишао на слаб отпор па су Азери заузели кључни прелаз Омар. Међутим, јерменске снаге су брзо реаговале и у најкрвавијим сукобима од почетка рата успеле да униште азерске снаге. Неколико азерких бригада било је изоловано када су Јермени повратили прелаз Омар. На крају су били опкољени и уништени.

### Примирје 1994.
Након шест година интензивних борби обе стране биле су спремне за примирје. Азербејџан, након што је исцрпео скоро све своје војне ресурсе, уздао се у примирје које би требало потписати посредовањем ОЕБСа или Русије пошто је јерменским командантима био отворен пут ка Бакуу. Дошло је до побољшања дипломатских односа између Јерменије и Азербејџана у мају. До последњег обрачуна у овом сукобу дошло је у близини Шахумијана, где је дошло до неколико мањих обрачуна између азерских и јерменских снага на Гујлстану.
Дана 16. маја лидери Јерменије, Азербејџана, Нагорно-Карабаха и Русије састали су се у Москви како би потписали примирје, које је било позив за прекид непријатељства. У Азербејџану су многи поздравили примирје, док су неки били против тога да војници мировне мисије који би били привремено ту смештени буду из Русије. Спорадичне борбе наставиле су се у региону, али је са свих страна стигло саопштење да ће поштовати примирје.

## Медијска покривеност
Вредне снимке сукоба забележили су новинари на обе стране. Међу њима је био Вардан Хауанисијан који је на Трајбек филмском фестивалу 2007. године добио награду за најбољи документарни филм „Прича људи у рату и миру“, као и Чингиз Мустафајев који је постхумно нарађен титулом народног хероја у Азербејџану. Јерменско-руски новинар Дмитри Писаренко који је провео годину дана на фронту и који је снимио многе битке касније је написао да су и јерменски и азербејџански новинари радили под утицајем своје владе и да су „жртвовали објективност зарад идеологије“. Јерменски војни команданти били су спремни да дају изјаве за новинаре кад су Азери покренули војну офанзиву, критикујући њихове команданте за покретање великог артиљеријског бомбардовања и хвалећи своје војнике који су се, иако бројчано слабији, храбро одупрли противнику. Међутим, они нису хтели да дају изјаве када су јерменске снаге заузеле мало село изван Нагорно-Карабаха како не би морали да оправдавају те поступке. Зато су јерменски новинари били креативни, представили су тај догађај као контраофанзиву и као неопходну војну операцију.
Страни новинари су се више бавили Совјетским Савезом наглашавајући да је пун етничких сукоба и да је Нагорно-Карабах само један од њих. Због недостатка информација о самим коренима сукоба стране новине су преплавиле информације да је верски фактор главни извор сукоба, јер је чињеница била да су Јермени претежно били хришћани, а Азери муслимани. Према Кариму, читаоци су већ били свесни раста снаге исламистичких војски на блиском истоку па су новинари искористили прилику да их известе о „Муслиманским злочинима над хришћанском мањином“. Религија је непотребно наглашавана више од политичких, територијалних и етничких фактора, са врло ретким освртањем на демократске и покрете самоопредељења у обе земље. Тако је било до масакра у Коџалију крајем фебруара 1992. године када су јерменске јединице убиле на стотине азерских цивила, када је позивање на религију престало. Студија која је обухватила четири највећа канадска новинска листа показала је да су поједини новинари покушали да масакар над Азерима прикажу као секундаран проблем и да су се у тим извештајима ослањали на порицања јерменских власти.

## Насиље након прекида ватре и посредовање
Данас је Нагорно-Карабах један од неколико замрзнутих конфликата у бившим совјетским државама, заједно са молдавским Придњестровљем, као и отцепљеним регионима Грузије, Абхазијом и Јужном Осетијом. Карабах је де јуре део Азербејџана, али де факто контролу над територијом има међународно непризната Република Нагорно-Карабах.
Насупрот извештајима медија који су увек потенцирали верску разлику између Јермена и Азера као главни разлог сукоба, он је настао примарно због територије и нарушених људских права Јермена у Карабаху. Од 1995. године уз посредовање ОЕБС-а Минска група је у договору са владама Јерменије и Азербејџана успела да пронађе ново решење. Усвојени су бројни предлози, али су обе стране морале да пристану на бројне уступке. Један такав предлог захтевао је да се јерменске снаге повуку из седам региона који су окруживали Карабах, док је Азербејџан поделио нека своја економска средства укључујући и део зараде од нафтовода који је ишао од Бакуа кроз Јерменију до Турске. Други предлози захтевали су да Азербејџан да најширу могућу аутономију Карабаху гарантујући му тако пуну независност. Јерменија је такође била под притиском да ће бити искључена из великих економских пројеката у региону укључујући Нафтовод Баку-Тбилиси-Чејхан и пругу Карс–Тбилиси-Баку.
Према речима бившег председника Јерменије Левона Тер-Петросијана, давањем одређених територија Карабаха Азербејџану сукоб би био завршен 1997. године. Мировни споразум је могао бити закључен и утврђен статус Нагорно-Карабаха. Тон-Петросијан је приметио да је руководство Нагорно-Карабаха приступило максималистички и да су мислили да могу да добију више. Јермени су одбили већину предлога о аутономији јер су сматрали да је то ствар о којој се не може преговарати. Азербејџан такође није хтео да попусти и претио је наставком непријатељства. Дана 30. марта 1998. Роберт Коцаријан је изабран за председника. Он је одбијао све позиве за израду договора о решењу конфликта. Године 2001. Коцаријев и Алијев су се срели на Ки Весту на Флориди, на преговорима о миру који су одржани под покровитељством Организације за европску безбедност и сарадњу. Док је неколико западних дипломата изразило оптимизам, немогућност да се становништво обе земље припреми на компромис је осујетила наде за мирно решење.
Процењује се да је милион људи расељено током сукоба. Такође се процењује да је 400.000 Јермена који су живели у Азербејџану побегло у Јерменију или Русију, а да је још 30.000 побегло из Карабаха. Многи који су напустили Карабах вратили су се када се рат завршио. Око 800.000 Азербејџанаца је протерано из Јерменије и Карабаха. И многи припадници других националних група из Карабаха били су приморани да живе у избегличким камповима које су подигле владе Азербејџана и Ирана.
Последице рата играле су улогу и у убиству јерменског поручника Гургена Маркариана кога је у фебруару 2004. године на НАТО семинару у Будимпешти у Мађарској секиром искасапио његов азербејџански колега Рамил Сафаров. Азербејџанско непријатељство према свему што је јерменско довело је до уништења на хиљаде јерменских средњовековних надгробних споменика познатих као „хачкари“, на масовном гробљу у Јулфи у Накичевану. Ово рушење је привремено заустављено када је први пут откривено 1998, али је потом настављено крајем 2005. Азербејџан је упоредио јерменску контролу у региону са нацистичком окупацијом СССР током Другог светског рата.

## Тренутна ситуација
Након рата, многе организације су донеле резолуције које су се односиле на конфликт. Тако је 25. јануара 2005. Савет Европе усвојио необавезујућу резолуцију 1416 која је критиковала „велике етничке прогоне и стварање моноетничке земље“ и прогласила да су јерменске снаге окупирале територију Азербејџана. Дана 14. маја 2008. тридесет девет земаља из састава Генералне скупштине Уједињених нација гласало је за резолуцију 62/243 у којој се позивало на „безусловно и потпуно повлачење јерменских снага са свих окупираних територија Републике Азербејџан“. Скоро сто земаља се уздржало од гласања, док је седам земаља, укључујући и три водеће државе Минске групе — Русију, САД и Француску, гласало против резолуције.
Током самита Организације исламске конференције 14. марта 2008. и седнице Савета министара спољних послова ОИК-а 18—20. маја 2008, државе чланице су усвојиле резолуцију бр. 10/11 и резолуцију бр. 10/37 Савета министара спољних послова. Обе резолуције осудиле су „агресију Јерменије против Азербејџана“ и позвале на непосредну примену резолуција Савета безбедности УН 822, 853, 874, 884. Као одговор, јерменски лидери су изјавили да Азербејџан „експлоатише ислам како би сакупио већу међународну подршку“.
Почетком 2008. године дошло је до пораста тензија између Јерменије и Нагорно-Карабаха с једне и Азербејџана с друге стране. Председник Алијев је поновио да ће Азербејџан прибећи употреби силе уколико то буде потребно да се поврати територија која је ван контроле власти у Бакуу. Истовремено, инциденти у којима се кршио прекид ватре постали су све учесталији. Најтежи инцидент догодио се 5. марта 2008. године када је погинуло 16 војника на обе стране. Обе стране су оптуживале другу страну да је изазвала сукоб. Новост у последњем обрачуну била је употреба артиљерије, док су у претходним инцидентима коришћени снајпери и аутоматске пушке. Смртоносни инциденти догодили су се и у лето 2010. године.
Године 2008. Михаил Барабанов је у тексту у „Москов дифенс брифу“ изнео мишљење да ће се због великих средстава које је Азербејџан улагао у војску биланс снага променити у корист Азербејџана па „Јермени неће моћи да одрже корак у наоружавању са нафтом богатом државом као што је Азербејџан и то би могло довести до дестабилизације замрзнутог конфликта између ове државе“. Други аналитичари су изнели много опрезнија запажања, уз напомену да постоји много очигледних недостатака у азербејџанској администрацији и војсци и приметили да је и војска у Нагорно-Карабаху у стању пуне приправности.

### Сукоби у Нагорно-Карабаху 2016.
Почетком априла 2016. године десио се први већи војни сукоб између Републике Азербејџан и већинских Јермена из Нагорно-Карабаха уз подршку Републике Јерменије, након примирја потписаног 1994. Сукоб је почео 1. априла 2016. нападом оружаних снага Републике Азербејџан на непризнату Републику Нагорно-Карабах. Сукоби су окончани 5. априла, без значајних територијалних промена. У сукобима је погинуло, према различитим изворима, од 200 до 300 војника на азербејџанској и од 88 до 94 на јерменској страни. Више десетина цивила је погинуло, а Војска Азербејџана је током сукоба починила и ратне злочине над јерменским заробљеницима и цивилима. Један азербејџански војник је објавио фотографију са одсеченом главом Језидског војника који је служио у војсци Јерменије.